# اینگر میلر
اینگر میلر (انگلیسی: Inger Miller؛ زادهٔ ۱۲ ژوئن ۱۹۷۲) دونده اهل ایالات متحده آمریکا بود.
وی در مسابقات کشوری و بین‌المللی در مجموع برندهٔ ۳ مدال طلا، ۲ مدال نقره شده‌است.